# ひぐちアサ
ひぐち アサ（1970年5月17日 - ）は、日本の漫画家。女性。埼玉県浦和市（現さいたま市）出身。代表作は『おおきく振りかぶって』。

## 来歴
埼玉県浦和市で生まれる。中学ではソフトボール部に在籍、進学先の埼玉県立浦和西高等学校でも引き続きソフトボール部に在籍する。
その後、法政大学文学部心理学科に進学し、スポーツ心理学を専攻。大学では漫画研究会や写真研究会に所属していた。
大学卒業後の1998年、ひぐちアーサー名義でアフタヌーン四季賞（春）に「ゆくところ」を投稿、四季賞を受賞する。同年、『月刊アフタヌーン』（講談社）8月号に「ゆくところ」が掲載され、漫画家デビューを果たす。
以後、『月刊アフタヌーン』で、「家族のそれから」「ヤサシイワタシ」といった、家族のきずななどを描いた内面的な作品を発表する。
2003年、それまで描いていた恋愛ドラマや家族ドラマから離れ、高校野球をテーマにした「おおきく振りかぶって」の連載を開始。同作では作者自身の経験を活かしてスポーツ科学やメンタルトレーニングを取り入れ、野球マンガに新たな表現の可能性を示した。そのことが評価され、2006年に「おおきく振りかぶって」で第10回手塚治虫文化賞新生賞を受賞した。また、「日本のメディア芸術100選」にてマンガ部門で選ばれた。翌2007年には「おおきく振りかぶって」で第31回講談社漫画賞一般部門を受賞した。

## 人物
独特な台詞回しによって登場人物の人間関係を描く作風で、繊細な心理描写が特徴。
2010年6月30日、埼玉県営大宮公園野球場で、埼玉西武ライオンズ主催のゲーム（相手は北海道日本ハムファイターズ）が『おおきく振りかぶって』のコラボレーションで始球式を務めた。
2011年、『おおきく振りかぶって』の長期休載期間中に長女を出産したことを明かしている。また2016年から2017年にかけても、第2子出産のため休載している。

## 作品リスト
- ゆくところ（『月刊アフタヌーン』1998年8月号） - デビュー作の読み切り作品。単行本『家族のそれから』に併録。
- 『家族のそれから』講談社〈アフタヌーンKC〉全1巻（『月刊アフタヌーン』2000年2月号 - 5月号）
- 『ヤサシイワタシ』講談社〈アフタヌーンKC〉全2巻（『月刊アフタヌーン』2001年1月号 - 2002年2月号）
- 基本のキホン! - （『月刊アフタヌーン』2003年6月号） - 読み切り作品。『おおきく振りかぶって』3巻に併録。
- 『おおきく振りかぶって』講談社〈アフタヌーンKC〉既刊38巻（『月刊アフタヌーン』2003年11月号 - 連載中）

## その他の活動
- おおきく振りかぶって（テレビアニメ） - 原作者として作品を全面監修。
- おおきく振りかぶってマスコットフィギュア（ユージン）- 水谷文貴、栄口勇人、泉孝介のフィギュアの監修。